# Saccourvielle
Saccourvielle é uma comuna francesa na região administrativa de Occitânia, no departamento de Alta Garona. Estende-se por uma área de 3,41 km². Em 2010 a comuna tinha 17 habitantes (densidade: 5 hab./km²).